# Zsolt Herberger
Zsolt Herberger [žolt] (* 13. prosince 1975) je slovenský podnikatel, politik a bývalý fotbalista. Žije v Rohovcích, kde působil jako předseda místního fotbalového klubu ŠK Rohovce.

## Hráčská kariéra
V československé a slovenské lize hrál za Dunajskou Stredu. V obou soutěžích zaznamenal po jednom startu a neskóroval. Dále byl hráčem Šamorína (1995–1998), Štúrova (1996, hostování), rakouského Getzersdorf SC (1998–2003), Rohovců (2003–2004), rakouského ASV Nickelsdorf (2004–2005) a opět Rohovců (od 2005). Hrál také futsal.

### Ligová bilance
| Ročník          | Zápasy | Góly | Minuty | Klub                                 |
| --------------- | ------ | ---- | ------ | ------------------------------------ |
| I. liga 1992/93 | 1      | 0    | 2      | TJ DAC Poľnohospodár Dunajská Streda |
| I. liga 1993/94 | 1      | 0    | 3      | FC DAC Dunajská Streda               |
| CELKEM I. LIGA  | 2      | 0    | 5      |                                      |